# Скотт, Френсис, 2-й герцог Баклю
Фрэнсис Скотт, 2-й герцог Баклю (англ. Francis Scott, 2nd Duke of Buccleuch) (11 января 1695 года — 22 апреля 1751 года) — шотландский дворянин, кавалер ордена Чертополоха, великий мастер Первой великой ложи Англии.

## Происхождение
Френсис был старшим сыном Джеймса Скотта, графа Далкейта (1674—1705), и леди Генриетты Хайд (1677—1730), дочери Лоуренса Хайда, первого граф Рочестера. Он был крещён 20 января 1695 году в церкви Св. Якова в Вестминстере.
После смерти отца 14 марта 1705 года он получил титул графа Далкейта, пока он не унаследовал герцогство Баклю, 6 февраля 1732 году, в связи со смертью его бабушки, которая была герцогиней Баклю. В то же время, кроме титула пэр Шотландии, он именовался и другими титулами, такими как: граф Далкейта, барон Скотт из Уитчестера и Эскдейла.
Его дед, герцог Монмут был старшим внебрачным сыном Карла II, который поднял восстание при восшествии Якова II на английский престол, за что и был позже обезглавлен. Отец Френсиса Скотта был лишён титула герцога Монмута, но сохранил графский титул Далкейта в Шотландии. В 1743 году Палата лордов приняла законопроект о восстановлении герцога Баклю как английского пэра, с титулами второго графа Донкастера, а также второго барона Скотта из Тиндалла, (22 марта 1743 года).
- Далкитский дворец
- Боухилл-хаус

## Карьера
В юности Френсис учился в Итонском колледже. На протяжении всей своей взрослой жизни он связывал себя с образовательными учреждениями. Он был масоном, членом Первой великой ложи Англии, в период, когда научные интересы занимали видное место в его деятельности.
С 24 июня 1723 года по 24 июня 1724 года занимал должность великого мастера Первой великой ложи Англии. Он был принят в члены Королевского общества 12 марта 1724 года. Также, он был тесно связан с «Обществом джентльменов Спелдинга» — ученого общества антикваров, и он был первым покровителем офиса этой организации, который был открыт в 1734 году. 18 апреля 1745 года он был награждён почетной степенью доктора гражданского права в Оксфордском университете.
Его деятельность при дворе Георга I была достаточно заметной, за что он был удостоен чести быть принятым в рыцарский орден Чертополоха, 2 февраля 1725 года. В 1734 году он вошёл в Палату лордов, когда он был избран представителем шотландских пэров. В 1740 и 1741 годах он подписал протест, в котором предлагалось удаление от должности сэра Роберта Уолпола. Из-за чего Баклю потерял поддержку администрации на выборах шотландских пэров. Вследствие чего, он не был переизбран в 1741 году. Но, тем не менее, он вернулся в Палату лордов в 1743 году, когда стал графом Донкастера.

## Личная жизнь
Он женился на леди Джейн Дуглас (24 мая 1701 — 31 августа 1729), дочери Джеймса Дугласа, 2-го герцога Куинсберри и Мэри Бойл, 5 апреля 1720 года. У них было два сына и три дочери. Леди Джейн умерла в 1729 году и была похоронена в замке Далкейт. Во второй раз он женился на Элис Пауэлл (? — 31 декабря 1765), дочери Джозефа Пауэлла, 4 сентября 1744 года, в лондонской часовне Св. Георгия. Оба его сына умерли, поэтому титул унаследовал его внук Генри Скотт, 3-й герцог Баклю.
Он владел несколькими имениями в Шотландии и Англии. К ним относятся, в Шотландии; дворец Далкейт и дом Баухилл. В Англии у него были поместья в Спелдинге, в Линкольншире, и в Беркшире, в Лэнгли, а также дворец в Хёрли.
Фрэнсис Скотт скончался и был похоронен 26 апреля 1751 года в часовне Итонского колледжа.

## Титулатура
- 2-й герцог Баклю (с 6 февраля 1732)
- 2-й лорд Скотт из Уитчестера и Эскдейла (с 6 февраля 1732)
- 2-й граф Далкейт (с 6 февраля 1732)
- 6-й лорд Скотт из Баклю (с 6 февраля 1732)
- 5-й граф Баклю (с 6 февраля 1732)
- 2-й граф Донкастер, Йоркшир (с 22 марта 1743)
- 2-й барон Скотт из Тиндейла, Нортумберленд (с 22 марта 1743).